# Dopisy z fronty
Dopisy z fronty (v originále Les Gardiennes) je francouzský hraný film z roku 2017, který režíroval Xavier Beauvois podle románu Les Gardiennes od Ernesta Pérochona. Snímek měl světovou premiéru na mezinárodním filmovém festivalu v Torontu dne 8. září 2017.

## Děj
Příběh vypráví o ženách, které spravují zemědělský statek, zatímco muži jsou na frontě za první světové války.
V roce 1915 na venkově v oblasti Limousin  hospodaří Hortense na farmě, jak nejlépe dovede, neboť její dva synové Georges a Constant a zeť Clovis byli povoláni na frontu. V tom jí pomáhá její dcera Solange, Clovisova manželka. Potřeba další osoby se však projeví s blížící se sklizní: Hortense si proto najme Francine, mladou dvacetiletou úřednici na veřejné podpoře. Ta se ukazuje jako cenná pomoc. Příchod amerických vojáků však tento malý svět naruší.

## Obsazení
| Nathalie Baye       | Hortense Sandrail   |
| Iris Bry            | Francine Riant      |
| Laura Smet          | Solange             |
| Cyril Descours      | Georges Sandrail    |
| Gilbert Bonneau     | Henri Sandrail      |
| Olivier Rabourdin   | Clovis              |
| Nicolas Giraud      | Constant Sandrail   |
| Mathilde Viseux-Ely | Marguerite Sandrail |
| Xavier Maly         | Edgar               |

## Ocenění
- Lumières: nominace v kategoriích nejlepší ženský herecký výkon (Iris Bry), nejlepší film
- César: nominace v kategoriích nejslibnější herečka (Iris Bry), nejlepší adaptace (Xavier Beauvois, Frédérique Moreau a Marie-Julie Maille), nejlepší kamera (Caroline Champetier), nejlepší kostýmy (Anaïs Romand)